# Poucharramet
Poucharramet is een gemeente in het Franse departement Haute-Garonne (regio Occitanie). De plaats maakt deel uit van het arrondissement Muret en ligt aan de Touch. Poucharramet telde op 1 januari 2022 968 inwoners.

## Geografie
De oppervlakte van Poucharramet bedroeg op 1 januari 2022 22,53 vierkante kilometer; de bevolkingsdichtheid was toen 43 inwoners per km².

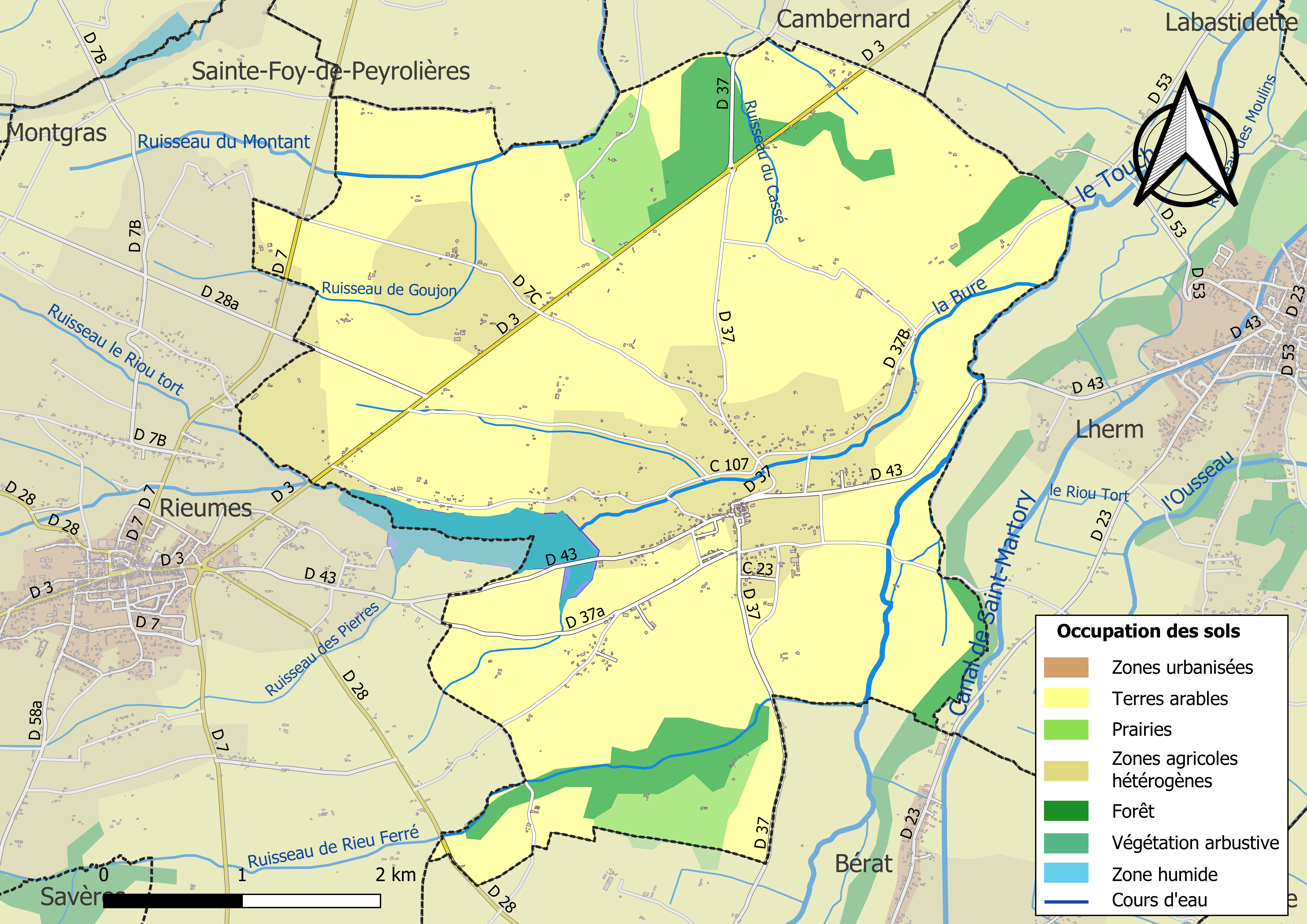
Kaart van de gemeente met belangrijkste infrastructuur, bodemgebruik en omliggende gemeenten

## Demografie
De figuur toont het verloop van het inwonertal (bron: INSEE-tellingen).